# Emilio de Navasqüés y Ruiz de Velasco
Emilio de Navasqüés y Ruiz de Velasco, comte de Navasqüés, (Madrid, 23 de març de 1904- març de 1976) va ser un diplomàtic espanyol.

## Biografia
Fill d'Emilio de Navasqüés y Sáenz i Angela Ruiz de Velasco y Pastor, comtes de Navasqüés. Va ingressar en la carrera diplomàtica espanyola en 1929 i s'estrenà el 1934-1935 com a cònsol general a Tànger. Durant la guerra civil espanyola va donar suport al bàndol nacional i en acabar el conflicte fou adscrit al Ministeri d'Afers Exteriors d'Espanya, dins del qual fou nomenat Director general de Política Econòmica (1944-1947), Subsecretari d'Economia Exterior i Comerç (1947-1948), sotssecretari del Ministeri d'Afers exteriors (1951-1955) i director de l'Escola Diplomàtica (1959-1972).
En 1945 fou l'encarregat pel govern franquista de negociar amb els Aliats l'entrega dels béns nazis a Espanya.
Com a diplomàtic fou ambaixador espanyol a Buenos Aires (1950-1951), Roma (1958-1959) i Lisboa (1972-1974). En l'àmbit empresarial va ser membre dels consells d'administració de Cromo, Calatrava i Ensidesa, a més d'ocupar la presidència d'Iberia de 1965 a 1970. En juliol de 2010 la seva família va donar el seu arxiu privat al govern de Navarra.